# Kočevski Rog
Kočevski Rog (njemački: Hornwald) se nalazi u kršovitom gorju blizu Kočevja u Sloveniji, a najveći vrh je Veliki Rog s 1099 m nadmorske visine. 
Oko 1350. godine tamo su se naselili brojni nijemci koji su nakon drugog svjetskoga rata protjerani.
Od tada je Rog uglavnom nenaseljen. 
Godine 1942. u Kočevskim Rogu je osnovan glavni stožer slovenskih partizana.
Građena je i skrivena partizanska bolnica (baza 20), koja je danas spomenik i turistička atrakcija. U blizini se nalazi skijalište Rog-Črmošnjice.

## Masovna ubojstva
Kočevski Rog jedno je od mjesta na kojima se nalaze žrtve poslijeratnih masovnih ubojstva jugokomunista. Tijekom pokolja na Kočevskim Rogu ubijeno je nekoliko desetaka tisuća vojnika i civila.

## Vanjske poveznice
- Društvo Kočevarjev staroselcev
- Baza 20
- Satelitska slika